# Europese kampioenschappen jachtgeweer 1958
De Europese kampioenschappen jachtgeweer 1958 waren door de Union Internationale de Tir (UIT) georganiseerde kampioenschappen voor schutters in het kleiduifschieten. De vierde editie van de Europese kampioenschappen vond plaats in het Zwitserse Genève.

## Resultaten

### Trap
| Onderdeel   | Goud         | Zilver         | Brons                   |
| ----------- | ------------ | -------------- | ----------------------- |
| Heren       |              |                |                         |
| Individueel | Luigi Rossi  | Jean Aubin     | Heinrich Von Der Muehle |
| Team        | BRD          | Italië         | Frankrijk               |
| Dames       |              |                |                         |
| Individueel | Olga Tzavara | Marie Greuzard | Berlaimont              |

### Skeet
| Onderdeel   | Goud          | Zilver             | Brons            |
| ----------- | ------------- | ------------------ | ---------------- |
| Heren       |               |                    |                  |
| Individueel | Ernest Mayer  | Jacques Arnavielhe | Claude Foussier  |
| Team        | Frankrijk     | Verenigde Staten   | Zweden           |
| Dames       |               |                    |                  |
| Individueel | Carola Mandel | Nina Geuens        | Françoise Vormus |

1955 · 1956 · 1957 · 1958 · 1959 · 1960 · 1961 · 1962 · 1963 · 1964 · 1965 · 1966 · 1967 · 1968 · 1969 · 1970 · 1971 · 1972 · 1973 · 1974 · 1975 · 1976 · 1977 · 1978 · 1979 · 1980 · 1981 · 1982 · 1983 · 1984 · 1985 · 1986 · 1987 · 1988 · 1989 · 1990 · 1991 · 1992 · 1993 · 1994 · 1995 · 1996 · 1997 · 1998 · 1999 · 2000 · 2001 · 2002 · 2003 · 2004 · 2005 · 2006 · 2007 · 2008 · 2009 · 2010 · 2011 · 2012 · 2013 · 2014 · 2015 · 2016 · 2017 · 2018 · 2019 · 2020 · 2021 · 2022 · 2023 · 2024 ·